# Faustine Merret
Faustine Lucie Merret (Brest, 13 maart 1978) is een Frans zeiler.
Merret won tijdens de wereldkampioenschappen twee zilveren en zes bronzen medailles.
Merret behaalde haar grootste succes met het winnen van olympisch goud in 2004.

## Resultaten

### Wereldkampioenschappen
| Jaar | Plaats           | Resultaten |
| ---- | ---------------- | ---------- |
| 1998 | Brest            | Mistral    |
| 1999 | Nouméa           | Mistral    |
| 2000 | Mar del Plata    | Mistral    |
| 2001 | Varkiza          | Mistral    |
| 2002 | Pattaya          | Mistral    |
| 2003 | Cádiz            | Mistral    |
| 2004 | Izmir            | Mistral    |
| 2006 | Torbole Casaglia | RS:X       |

### Olympische Zomerspelen
| Jaar | Plaats | Resultaten |
| ---- | ------ | ---------- |
| 2004 | Athene | Mistral    |
| 2008 | Peking | 11e RS:X   |

1992: Barbara Kendall ·
1996: Lee Lai Shan ·
2000: Alessandra Sensini ·
2004: Faustine Merret ·
2008: Yin Jian ·
2012: Marina Alabau ·
2016: Charline Picon ·
2020: Lu Yunxiu ·
2024: Marta Maggetti